# 307 a. C.
El año 307 a. C. fue un año del calendario romano prejuliano. En el Imperio romano se conocía como el Año del Consulado de Ceco y Violente (o menos frecuentemente, año 447 Ab urbe condita). 

## Acontecimientos
- Fin de la guerra entre Siracusa y Cartago.

- Datos: Q80846